# Elezioni dell'Assemblea costituente a Cuba del 1928
Le elezioni dell'Assemblea costituente a Cuba del 1928 si tennero il 5 marzo. Il Partito Liberale Autonomista ottenne la maggioranza assoluta, con 29 seggi su 55.

## Risultati
| Liste                          | Voti | %     | Seggi |
| ------------------------------ | ---- | ----- | ----- |
| Partito Liberale Autonomista   |      | 52,73 | 29    |
| Partito Conservatore Nazionale |      | 38,18 | 21    |
| Partito Popolare Cubano        |      | 9,09  | 5     |
| Totale                         |      |       | 55    |